# Blue Mink
Blue Mink was een Britse band van 1969 tot 1975. Deze speelde een combinatie van soul, pop en rock.

## Geschiedenis
De band werd in de herfst van 1969 opgericht door Roger Coulam (toetsen) met Madeline Bell (zang), Roger Cook (zang), Herbie Flowers (basgitaar) en Barry Morgan (drums). Gitarist was in eerste instantie Alan Parker. De meeste liedjes werden geschreven door Cook en Roger Greenaway.
Coulam, Flowers, Parker en Morgan waren al muziek aan het opnemen in de Morgan Studios in Londen, toen ze nog een zanger(es) zochten. De keus viel op Bell en Greenaway. De laatste wilde niet en raadde de overige leden Cook aan; Greenaway en Cook vormden samen de groep David and Jonathan.
In 1969 kwam dan de eerste single uit: Melting Pot (geschreven door Cook en Greenaway); een album met dezelfde naam volgde begin 1970. De tweede single Good Morning Freedom kwam gelijktijdig met het album uit. Deze single verscheen niet op de eerste oplage van het album, maar later weer wel.

Naast hun werk voor Blue Mink bleven de musici ook studiowerk verrichten. Bell en Cook zongen op het eerste album van Elton John. Elton John coverde daarop Good Morning Freedom voor een verzamelalbum Pick of the Pops. Cook en Greenaway traden tijdelijk toe tot Currant Kraze en bleven gezamenlijk liedjes schrijven waaronder de bekende You've got your troubles, I've got you on my mind en I'd like to teach the world to sing. Parker speelde met diverse leden van Blue Mink in The Congregation. Flowers had een wat andere keus; het Transformer van Lou Reed.
Al snel volgde de release van hun derde single en tweede album Our world. Tevens kwam Real Mink, een compilatiealbum, uit in de Verenigde Staten. In de lente van 1971 volgde dan nog als single: The Banner Man. Men ging toen weer verder met sessiewerk, totdat in januari 1972 Blue Mink optrad in de Talk of the Town club in Londen. Van deze serie van twee weken optreden verscheen later het live-album. Dat album verscheen bijna gelijktijdig met het 3e album van de band A Time of Change (dat album had eerst de naam Harvest, maar daar kwam Neil Young al mee). 
In 1972 voegden Ray Cooper (percussie) en Ann Odell (toetsen) zich bij Blue Mink en dat leverde nog een hit op: Stay with me. Daarna viel Blue Mink uit de gratie, door een wisseling in muzieksmaak van het publiek. De daaropvolgende singles By the devil I was tempted en Randy (juni 1973) waren niet meer zo succesvol, mede door de opkomst van de glamrock. Hun laatste album Fruity in 1974 en de daarop volgende singles (niet op het album) Quackers (januari 1974) en Get up (juli 1974) haalden niet eens meer de hitlijsten. Blue Mink gaf nog een afscheid tournee; Elton John was aanwezig bij hun concert in Los Angeles in the Troubadour.
Na de carrière in Blue Mink kwamen de diverse leden mede dankzij hun sessiewerk weer snel aan de bak. Madeline Bell is nog steeds een bekend soulzangeres; Herbie Flowers heeft een tijdlang basgitaar gespeeld in Sky.

## Discografie

### Singles
- (1969/oktober): Melting Pot (B-kant: But not forever) = Philips 334 701 BP
- (1970/maart): Good Morning Freedom (B-kant: Mary Jane) = Philips 6006 008
- (1970/september): Our World (B-kant: Pastures new) = Philips 6006 042
- (1970/december): Time for winning
- (1971/ ?): We have all been saved (B-kant: Jubilation) = Philips 6006 128
- (1971/mei): The banner man (B-kant: Mind your business) = Regal Zonophone 006-92 527
- (1971/ ?): Count me in = Regal Zonophone 006-93 233
- (1971/november): Sunday
- (1971/november): Did you get it
- (1972/mei): Wacky, wacky, wacky = Regal Zonophone 006-93 517
- (1972/september): Stay with me (B-kant: We'll be there) = Regal Zonophone 006-93 858
- (1973/februari): By the devil (I was tempted) (B-kant: I can't find the answer) = EMI 006-94 210
- (1973/mei): Randy (B-kant: John Brown's down) = EMI 006-94 477
- (1973/september): Anothe without you day
- (1974/januari): Quackers
- (1974/april): Get up
- (1976/november): You're the one (B-kant: The boogie shuffle) = Target 006-98 597(*)
- (1977/juni): Where were you today (*)

- 1978 Melting pot / Our world = GOS 325 (Dureco serie 'Golden Oldies' in uniforme zwarte hoes)

De met een (*) gemerkte singles zijn opgenomen in de reüniebezetting met Mike Moran op toetsen. Een behoorlijke lijst; toch is geen enkele single terechtgekomen in de diverse Top 2000-lijsten. Melting Pot en The banner man zitten wel tegen de Top 2000 aan in 2006.

### Albums
- 1969: Melting Pot
- 1970: Our World
- 1971: Real Mink (*)
- 1972: A Time of Change
- 1972: Live at the Talk of the Town (*)
- 1973: Only When I Laugh
- 1974: Fruity

We hebben lang moeten wachten op cd-persingen van deze langspeelplaten. Behalve de met een (*) gemerkte albums kwamen pas in 2006, in een Japanse persing.

### Verzamelalbums
- 1975: Attention
- 1978: Collection: Blue Mink
- 2002: Good Morning Freedom

### NPO Radio 2 Top 2000
| Nummers met noteringen in de NPO Radio 2 Top 2000 | '99  | '00  | '01  | '02  | '03  | '04 | '05  | '06 | '07  |
| ------------------------------------------------- | ---- | ---- | ---- | ---- | ---- | --- | ---- | --- | ---- |
| Good Morning Freedom                              | -    | 1770 | 1854 | 1296 | -    | -   | -    | -   | -    |
| Melting Pot                                       | 1734 | -    | 1327 | 1525 | 1661 | -   | 1694 | -   | 1968 |
| The banner man                                    | -    | -    | -    | 1797 | 1946 | -   | -    | -   | -    |

1. ↑  Een '-' betekent dat het nummer niet was genoteerd en een vetgedrukt getal geeft de hoogste notering van een nummer aan.
2. ↑  Deze tabel is bijgewerkt tot en met de laatste editie (2024).

## Bron
- Engelstalige Wikipedia en verzamelalbums
- singleverzameling
- Top 40 hitdossier ISBN 90 257 3349 2